# أليس لوي
أليس لوي (بالإنجليزية: Alice Lowe)‏ هي كاتِبة وكاتبة سيناريو وممثلة بريطانية، ولدت في 3 أبريل 1977 في المملكة المتحدة.

## أعمال

### أفلام
- (2013) لوك[4]
- (2018) باندرسناتش

## وصلات خارجية
- أليس لوي على موقع IMDb (الإنجليزية)
- أليس لوي على موقع ألو سيني (الفرنسية)
- أليس لوي على موقع ميوزك برينز (الإنجليزية)
- أليس لوي على موقع ميوزك برينز (الإنجليزية)
- أليس لوي على موقع أول موفي (الإنجليزية)
- أليس لوي على موقع قاعدة بيانات الأفلام السويدية (السويدية)
- أليس لوي على موقع قاعدة بيانات الفيلم (الإنجليزية)
- أليس لوي على موقع كينوبويسك (الروسية)